# Neunkirchen (distrikt)
Neunkirchen  är ett distrikt (Bezirk) i det österrikiska  förbundslandet Niederösterreich. Centralorten Neunkirchen ligger cirka 60 kilometer sydväst om Wien.
Distriktet består av följande städer, köpingar och övriga kommuner:

Kommunerna i distriktet Neunkirchen

Städer
- Gloggnitz
- Neunkirchen
- Ternitz

Köpingar
- Aspang-Markt
- Edlitz
- Grafenbach-Sankt Valentin
- Grimmenstein
- Grünbach am Schneeberg
- Kirchberg am Wechsel
- Mönichkirchen
- Payerbach
- Pitten
- Puchberg am Schneeberg
- Reichenau an der Rax
- Scheiblingkirchen-Thernberg
- Schottwien
- Schwarzau im Gebirge
- Warth
- Wartmannstetten
- Wimpassing im Schwarzatale

Landskommuner

- Altendorf
- Aspangberg-Sankt Peter
- Breitenau
- Breitenstein
- Buchbach
- Bürg-Vöstenhof
- Enzenreith
- Feistritz am Wechsel
- Höflein an der Hohen Wand
- Natschbach-Loipersbach
- Otterthal
- Prigglitz
- Raach am Hochgebirge
- Schrattenbach
- Schwarzau am Steinfeld
- Seebenstein
- Semmering
- Sankt Corona am Wechsel
- Sankt Egyden am Steinfeld
- Thomasberg
- Trattenbach
- Willendorf
- Würflach
- Zöbern